# Conó de Samos
Conó de Samos (llatí: Conon, en grec antic: Κόνων) fou un matemàtic i astrònom grec del temps de Ptolemeu II Filadelf (284-246 aC) i Ptolemeu III Evergetes I (246-222 aC). Va néixer a l'illa de Samos i va ser amic i probablement mestre d'Arquimedes.
No es conserva cap de les seves obres. Claudi Ptolemeu fa menció de les seves observacions a φάδεις ἀπλανῶν, De Apparentiis i diu que aquestes es van fer a Itàlia. Segons Sèneca, va escriure una col·lecció d'obres sobre les observacions dels eclipsis solars que haurien establert els egipcis. Apol·loni de Perge diu que va intentar demostrar algunes proposicions sobre el nombre de punts en què es poden intersecar dues seccions còniques.
Segurament va ser l'inventor de la corba anomenada espiral d'Arquimedes, però es va limitar a proposar la investigació de les seves propietats com a problema per a altres geòmetres. Va construir una taula d'horaris de la posta i sortida dels estels.
Es diu que va donar el nom de Coma Berenices a la constel·lació que porta aquest nom. El cas va ser que la reina Berenice II d'Egipte, esposa de Ptolemeu III Evergetes, havia ofert el sacrifici de la seva cabellera a la dea Afrodita pel retorn del rei d'una expedició durant la Tercera guerra síria. Com que el rei va tornar sa i estalvi, la reina va complir el seu oferiment, se la va tallar i la va deixar al temple. L'endemà al matí la cabellera havia desaparegut. Per aplacar el rei i la reina, furiosos (i salvar la vida dels sacerdots del temple) l'astrònom de la cort, Conó, va anunciar que l'oferiment havia estat posat per la dea al cel. Va indicar un cúmul d'estels que en aquell temps era identificat com la cua a la Constel·lació del Lleó, però que des d'aquella època va ser conegut com la Cabellera de Berenice.